# 50 kilomètres marche aux Jeux olympiques d'été de 1956
Pour un article plus général, voir Athlétisme aux Jeux olympiques d'été de 1956.
Navigation
Helsinki 1952 Rome 1960
Le 50 kilomètres marche masculin des Jeux olympiques d'été de 1956 se déroulant à Melbourne a eu lieu le samedi 24 novembre 1956.

## Records
| Record du monde  | 4 h 05 min 13 s   | Grigoriy Klimov  | Union soviétique | Moscou   | 10 août 1956 |
| Record olympique | 4 h 28 min 07 s 8 | Giuseppe Dordoni | Italie           | Helsinki | Juillet 1952 |

## Résultats
| Place | Athlète              | Pays             | Temps           |
| ----- | -------------------- | ---------------- | --------------- |
| 1er   | Norman Read          | Nouvelle-Zélande | 4 h 30 min 43 s |
| 2e    | Yevgeniy Maskinskov  | Union soviétique | 4 h 32 min 57 s |
| 3e    | John Ljunggren       | Suède            | 4 h 35 min 02 s |
| 4e    | Abdon Pamich         | Italie           | 4 h 39 min 00 s |
| 5e    | Antal Róka           | Hongrie          | 4 h 50 min 09 s |
| 6e    | Raymond Smith        | Australie        | 4 h 56 min 08 s |
| 7e    | Adolf Weinacker      | États-Unis       | 5 h 00 min 16 s |
| 8e    | Albert Johnson       | Grande-Bretagne  | 5 h 02 min 19 s |
| 9e    | Eric Hall            | Grande-Bretagne  | 5 h 03 min 59 s |
| 10e   | Ion Barbu            | Roumanie         | 5 h 08 min 33 s |
| 11e   | Elliott Denman       | États-Unis       | 5 h 12 min 14 s |
| 12e   | Leo Sjögren          | Suède            | 5 h 12 min 34 s |
| 13e   | Ronald Crawford      | Australie        | 5 h 22 min 36 s |
| —     | Milan Skront         | Tchécoslovaquie  | DNF             |
| —     | Josef Doležal        | Tchécoslovaquie  | DNF             |
| —     | Grigory Klimov       | Union soviétique | DNF             |
| —     | Janos Somogyi        | Hongrie          | DNF             |
| —     | Dumitru Parachivescu | Roumanie         | DNF             |
| —     | Donald Thomson       | Grande-Bretagne  | DNF             |
| —     | Ted Allsopp          | Australie        | DSQ             |
| —     | Mikhail Lavrov       | Union soviétique | DSQ             |